# Beur sur la ville
Cet article possède un paronyme, voir Peur sur la ville.
Pour plus de détails, voir Fiche technique et Distribution.
Beur sur la ville  est un film français de Djamel Bensalah et sorti en 2011.

## Synopsis
Khalid Belkacem est un jeune d'origine maghrébine qui a raté tous les examens qu'il a eu à passer dans sa vie. Mais une chance s'offre a lui : devenir policier. Le « Beur » sur la ville sera accompagné de ses amis :  Mamadou, le Black, et Henri, l'Asiatique. Aussitôt en fonction, ils doivent démasquer un tueur en série qui sévit en banlieue tous les vendredis.

## Fiche technique
- Titre : Beur sur la ville
- Réalisation, scénario et production : Djamel Bensalah
- Photographie : Pascal Gennesseaux
- Casting : Pierre-Jacques Bénichou et Marie-France Michel
- Musique : Rachid Taha réalisée par Sodi
- Supervision musicale : Noria Bensalah
- Décors : Bertrand Seitz
- Graffiti Art : Shuck2[1]
- Cascades : Patrick Cauderlier, Alexandre Cauderlier Rémi  Canaple, Henri Villain et Sébastien Coulet.
- Montage : Jean-François Elie
- Effets visuels : DURAN-DUBOI
- Rushes : Laboratoires LTC
- Scripte : Lucie Truffaut
- Son : Antoine Deflandre, Sylvain Lasseur et Joël Rangon
- Direction de production : Cyrille Bragnier
- Costumes : Cyril Fontaine
- Pays d'origine :  France
- Sociétés de production : Miroir Magique, Studio 37, France 2 Cinéma, TPS Star, Canal+, France Télévisions avec le soutien de la région Ile-de-France, du CNC et de l'ACSE
- Sociétés de distribution : Paramount & Kinology
- Budget : 9.72M€[2]
- Son : Dolby Digital
- Auditorium : Joinville
- Format : 2.35:1 - couleur
- Langue : français
- Durée : 100 minutes
- Dates de sortie et box-office[3] : 
  -  France : 26 août 2011 (Festival du film francophone d'Angoulême)
  -  France : 12 octobre 2011 - 411 789 entrées
  -  Suisse : 12 octobre 2011 - 3 397 entrées
  -  Belgique : 19 octobre 2011 - 5 035 entrées

## Distribution
- Booder : Khalid Belkacem/ le père de Khalid
- Issa Doumbia : Mamadou Seydou Koulibaly
- Steve Tran : Henri Tong
- Sandrine Kiberlain : Diane Dardenne
- Gérard Jugnot : Brigadier Gassier
- Josiane Balasko : Mamie Nova
- Roland Giraud : le préfet Flaubert
- François-Xavier Demaison : Picolini
- Sid Ahmed Agoumi : le vieux Chibani
- Véronica Novak : la gardienne cité des femmes
- Pierre Ménès : Pierrot
- Julie de Bona : Alice Gassier
- Khalid Maadour : José Da Silva
- Sacha Bourdo : Trouduku
- Philippe Pasquini : Le photographe
- Julien Courbey  : Lieutenant Juju
- David Saracino : Lieutenant Fabiani
- Paul Belmondo : Lieutenant Liotey
- Rodolphe Brazy : Lieutenant Patrick
- Éric Berger : le secrétaire et le chauffeur de Picolini
- Lionel Abelanski : le légiste
- Biyouna : la mère de Khalid
- Eva Darlan : Mme Gassier
- Raymond Haddad : le patron du bar
- Chloé Coulloud : Priscilla
- Jacques Boudet : le ministre
- Frédérique Bel : la blonde ingénue
- Popeck : le gitan
- Karim Belkhadra : Darty
- Kamel le Magicien : le boulanger du toit
- Leïla Kallouche : la petite fille
- Emir Seghir : le petit garçon
- Zorah Benali et Souad Mouchrik : les femmes à la mosquée
- David Saada : l'infirmier
- Nicolas Guillot : le policier scientifique
- Benaïssa Ahaouari : l'épicier
- Leïla Gidoin, Darina Agaeva, Marie-Laetitia Bettencourt, Célyne Durand et Lou Charmelle : les filles
- Magdalena Korpas, Maly Diallo, Manon Azem et Monia Boula : les filles de la cité des femmes
- Bak : le patron du night-club
- Wahid Bouzidi : le boucher halal
- Big John : le videur de la boîte de nuit
- Marie-Astrid Jamois : la policière scientifique
- Samy Seghir : le policier stagiaire Samy
- Valérie Lemercier : la speakerine du stade
- Jean-Claude Van Damme : le colonel Merot
- Ramzy Bedia : Paki
- Frédéric Beigbeder : le conducteur de la Mercedes 600
- Serra Yılmaz : la nourrice des abeilles
- Yves Rénier : le capitaine Jancovic
- Marilou Berry : la femme à la dent cassée
- Mokobé : l'ambulancier
- Atmen Kelif : le restaurateur indien
- Abidli Mohammed : un figurant
- Pape Diouf, Julien Arnaud et Émilie Besse : les journalistes

## Autour du film
Le film a été en grande partie tourné à Aulnay-sous-Bois en Seine-Saint-Denis. Cela se voit dans les décors, notamment les tournages proches de voies ferrées du RER B, de rues aulnaysiennes ou encore dans le quartier nommé "Cité des 3000", jouxtant le centre commercial du Forum Galion.
Quelques scènes sont également tournées au Blanc-Mesnil, Gonesse (la scène de l'hôpital) ou encore à Épinay sur Seine.
Selon certains protagonistes du film, un véritable braquage s'est produit pendant la période de tournage, braquage que les passants ont pris pour une scène du film.
Dans le prégénérique de début, les jingles de la Paramount et d'Orange Studio sont parodiés.
C'est aussi le dernier film où apparaît Yves Rénier.

## Musiques additionnelles
La musique entendue aux toilettes au début du film puis chez le ministre est le célèbre menuet L'Uccelleria de Luigi Boccherini, qui fait partie de l'ensemble des Quintettes à cordes avec deux violoncelles qu'il a composés.
On entend également en musique de fond la chanson La Boulette de Diam's lors de la scène au fast-food, puis plus tard C'est bon pour le moral de La Compagnie Créole.
Dans le film, la chanson Bébé comme la vie de France Gall est la sonnerie de téléphone portable de Booder.
Le générique de fin est accompagné par Né quelque part de Maxime Le Forestier.